# The Brain Surgeons
The Brain Surgeons est un groupe américain de heavy metal. Il est formé en 1990 par Albert Bouchard, ancien batteur du Blue Öyster Cult, et Deborah Frost. Ils sont par la suite rejoints par Ross the Boss (Manowar, The Dictators).

## Historique
Le groupe est formé en 1994 et se concentre à l'origine sur Albert Bouchard et Deborah Frost. Cette même année, le groupe publie son premier album studio, Eponymous. L'album qui suit, Trepanation, en 1995 est bien accueilli par le public.
À un certain stade, le frère de Tommy Hilfiger, Billy Hilfiger, se joint comme guitariste. Cependant, Billy Hilfiger est par la suite diagnostiqué d'un cancer cérébral duquel il succombera par la suite. Ils effectuent plusieurs changements de formation pendant l'existence du groupe, ce qui affectera significativement leur style musical. Le groupe sort son dernier album, Denial of Death, en 2006, et se sépare plus tard dans l'année.

## Membres
- Albert Bouchard - chant, batterie
- Deborah Frost - guitare, chant
- Ross the Boss - guitare
- David Hirschberg - basse

## Discographie
- 1994 : Eponymous
- 1995 : Trepanation
- 1996 : Box of Hammers
- 1997 : Malpractise
- 1999 : Piece of Work
- 2001 : To Helen With Love
- 2003 : Beach Party
- 2004 : Black Hearts of Soul
- 2006 : Denial of Death